# Steamer Maxwell
Frederick George "Steamer" Maxwell, född 19 maj 1890 i Winnipeg, död 11 september 1975 i Winnipeg, var en kanadensisk amatörishockeyspelare och ishockeytränare.

## Karriär
Steamer Maxwell spelade som rover, en fri spelarposition mellan försvar och anfall, för Winnipeg Monarchs i Manitoba Hockey League åren 1910–1915. 1915 var han med och vann Allan Cup med laget som kanadensiska amatörmästare. Sitt smeknamn Steamer fick han på grund av sin starka skridskoåkning.
Efter spelarkarriären tränade Maxwell flera olika lag i Winnipeg. 1920 vann han Allan Cup och OS-guld med Winnipeg Falcons som representerade det kanadensiska landslaget under de Olympiska sommarspelen 1920 i Antwerpen. 1935 var Maxwell tränare för Winnipeg Monarchs då laget representerade Kanada i Världsmästerskapet i Davos, där laget segrade efter att ha finalbesegrat värdlandet Schweiz med siffrorna 4-2.
1962 valdes Steamer Maxwell in i Hockey Hall of Fame.

## Statistik
MHL = Manitoba Hockey League
| 1909–10 | Winnipeg Hockey Club | MHL       | 1  | 0  | 0 | 0  | 0  | — | — | — | — | —  |
| 1910–11 | Winnipeg Monarchs    | MHL       | 5  | 6  | 0 | 6  | —  | — | — | — | — | —  |
| 1911–12 | Winnipeg Monarchs    | MHL       | 8  | 7  | 0 | 7  | —  | — | — | — | — | —  |
| 1912–13 | Winnipeg Monarchs    | MHL       | 8  | 2  | 0 | 2  | —  | — | — | — | — | —  |
| 1913–14 | Winnipeg Monarchs    | MHL       | 8  | 3  | 2 | 5  | 6  | – | – | – | – | –  |
|         | Winnipeg Monarchs    | Allan Cup | –  | –  | – | –  | –  | 2 | 1 | 0 | 1 | 6  |
| 1914–15 | Winnipeg Monarchs    | MHL       | 7  | 3  | 2 | 5  | 22 | 1 | 1 | 0 | 1 | 6  |
| Totalt  | Totalt               | Totalt    | 37 | 21 | 4 | 25 | 28 | 3 | 2 | 0 | 2 | 12 |

## Meriter
- Allan Cup 1915 som spelare med Winnipeg Monarchs.
- Allan Cup och OS-guld 1920 som tränare för Winnipeg Falcons.
- Världsmästerskapet 1935 som tränare för Winnipeg Monarchs.